# Indiahoma
Indiahoma é uma cidade  localizada no estado norte-americano de Oklahoma, no Condado de Comanche.

## Demografia
Segundo o censo norte-americano de 2000, a sua população era de 374 habitantes.
Em 2006, foi estimada uma população de 349, um decréscimo de 25 (-6.7%).

## Geografia
De acordo com o United States Census Bureau tem uma área de
0,7 km², dos quais 0,7 km² cobertos por terra e 0,0 km² cobertos por água. Indiahoma localiza-se a aproximadamente 407 m acima do nível do mar.

## Localidades na vizinhança
O diagrama seguinte representa as localidades num raio de 24 km ao redor de Indiahoma.